# Oldsmobile Omega
L'Oldsmobile Omega est une automobile du constructeur américain Oldsmobile. Elle est produite de 1973 à 1984 à travers trois générations différentes.

## Galerie des générations

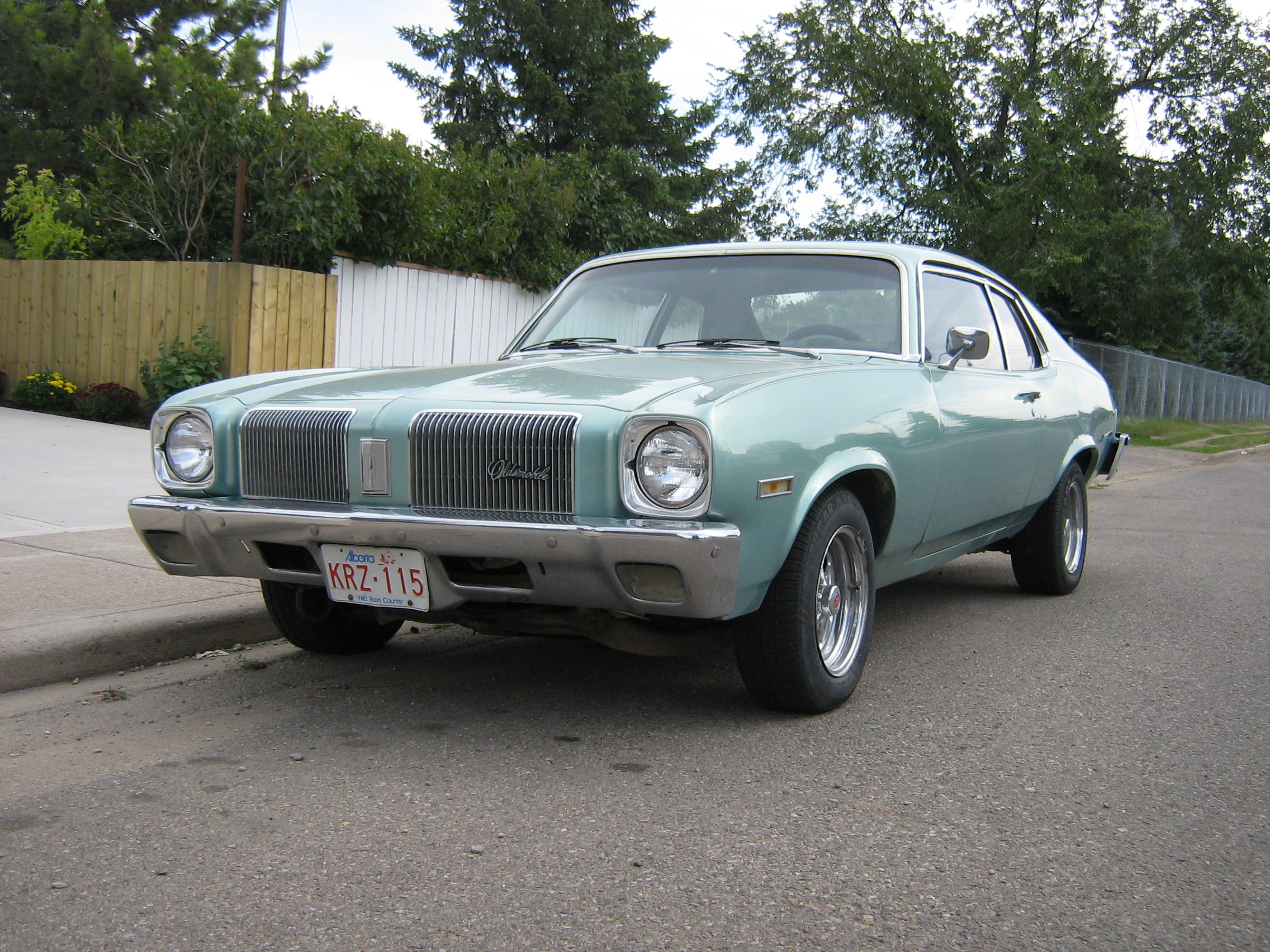
1re génération (1973-74)
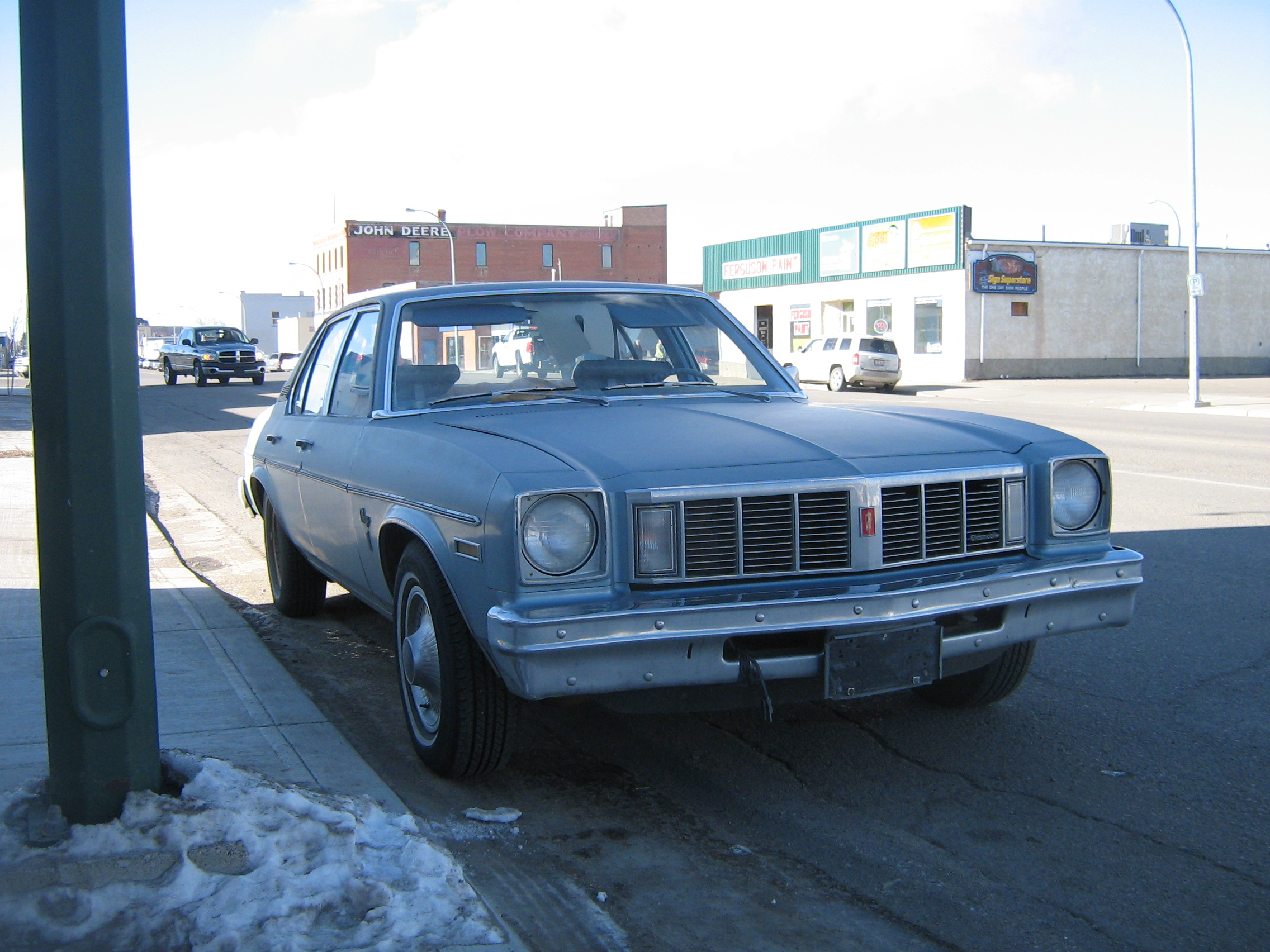
2de génération (1975-79)
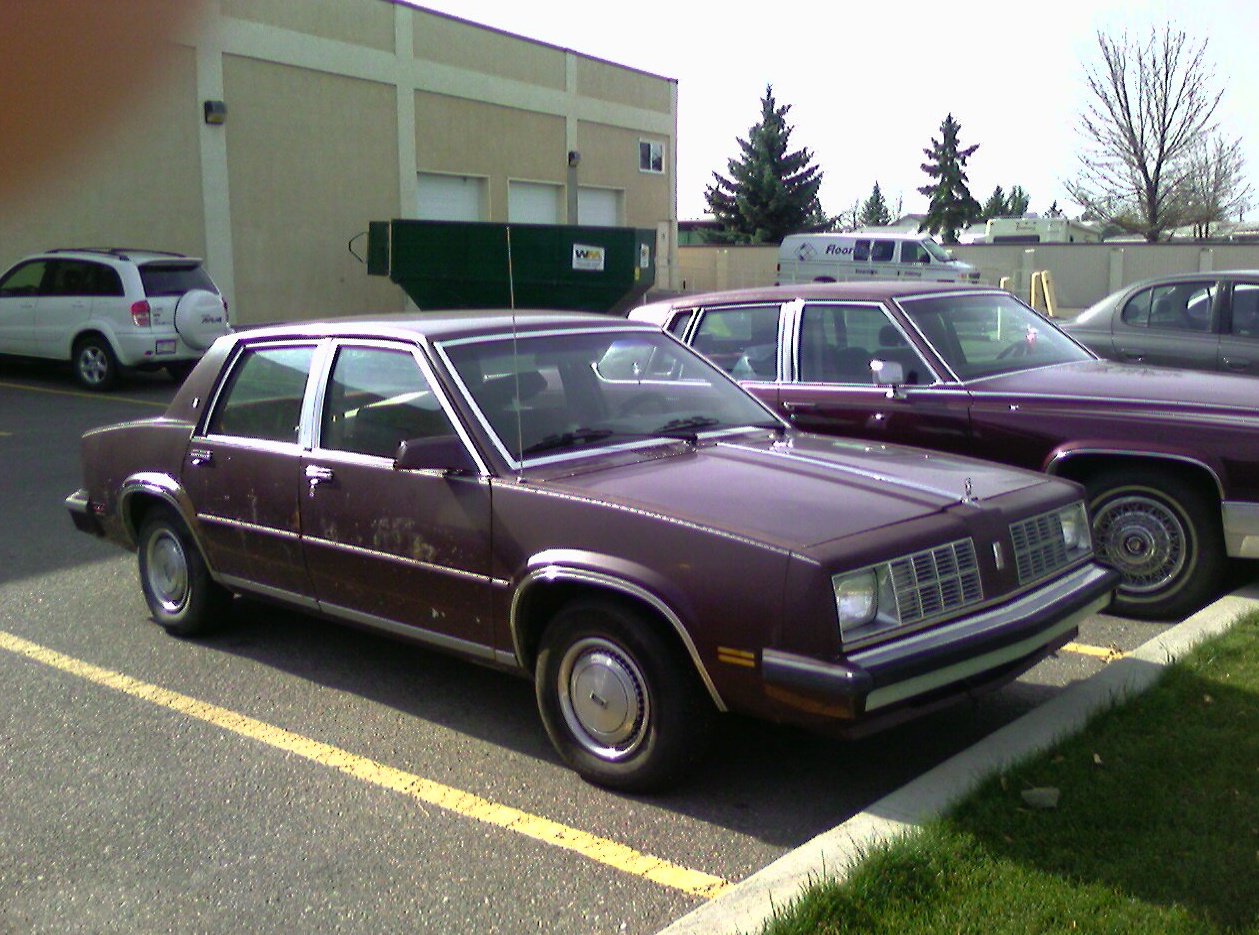
3e génération (1980-84)